# Sumio Iijima
Pour les articles homonymes, voir Iijima (homonymie).
Sumio Iijima (飯島 澄男 Iijima Sumio), né le 2 mai 1939, est un physicien japonais, souvent cité comme le découvreur des nanotubes de carbone. Bien que les nanotubes de carbone soient considérés comme sa découverte principale, les écrits d'Iijima en 1991 ont suscité un intérêt sans précédent dans les nanostructures de carbone, et ont depuis alimenté d'intenses recherches dans le domaine des nanotechnologies.

## Biographie
Né dans la région de la préfecture de Saitama en 1939, Iijima obtient le diplôme du Bachelor of Engineering en 1963 à l'université d'électro-communication de Tokyo. Il a reçu le diplôme de Master en 1965 et obtenu son Ph.D en physique du solide en 1968, à l'Université du Tōhoku de Sendai.
Entre 1970 et 1982, il fait des recherches sur les matériaux cristallins et les microscopes électroniques à l'Université d'État de l'Arizona. Il travailla à l'université de Cambridge durant l'année 1979 pour continuer ses études des matériaux carbonés.
Il travailla pour la Research Development Corporation of Japan de 1982 à 1987, étudiant les particules ultra-fines, avant de rejoindre la NEC Corporation, où il travaille toujours. Il a découvert les nanotubes de carbone en travaillant avec la NEC. Il est également professeur à l'université de Meijo (Nagoya), depuis 1999. De plus, il est directeur du (en) Research Center for Advanced Carbon Materials, du (en) National Institute of Advanced Industrial Science and Technology japonais, et du SKK Advanced Institute of Nanotechnology.
Il a reçu la médaille Benjamin Franklin de physique en 2002, pour "la découverte et l'élucidation de la structure atomique et du caractère elliptique des nanotubes de carbone simples et complexes, ce qui a eu un énorme impact sur la croissance rapide de l'intérêt de la science pour les nanotechnologies et l'électronique".

## Prix
- La traduction doit être revue. Le contenu est difficilement compréhensible à cause d’erreurs de traduction, peut-être dues à l’utilisation d’un logiciel de traduction automatique. (Marqué depuis octobre 2017)
- Elle est à actualiser. Certains passages sont obsolètes ou annoncent des événements désormais passés. (Marqué depuis octobre 2017)

- 1976 : Bertram Eugene Warren Diffraction Physics Award, La société américaine de cristallographie
- 1980 : Seto Award, La société japonaise du microscope électronique, Japon
- 1985 : Nishina Memorial Award, de la fondation Nishina Memorial, Japon
- 1996 : Asahi Award, de la fondation culturelle Asahi Shinbun, Japon
- 2002 : Agilent Europhysics Prize, La société européenne de physique
- 2002 : J.C. McGroddy Prize for New Materials, de la société américaine de physique
- 2002 : Medal Benjamin Franklin en physique, de l'Institut Franklin
- 2002 : Docteur d'honneur[Quoi ?] de l'Universiteit Antwerpen
- 2002 : Japan Academy Award and Imperial Award
- 2003 : Docteur d'honneur de l'ETH
- 2003 : Van Horn Lecture, Université de Case Western Reserve
- 2003 : Person of Cultural Merits, Gouvernement japonais
- 2004 : Honda Frontier Award, Fondation Honda Memorial, Japon
- 2004 : The Society’s Medal, La société américaine du carbone
- 2005 : Distinguished Scientist Award, Physical Sciences, Société américaine de la microscopie (en)
- 2005 : Professeur d'honneur[Quoi ?] de l'université Xi’an Jiaotong
- 2005 : Professeur d'honneur[Quoi ?] de l'université de Pékin
- 2006 : The John M. Cowley Medal 2006, La société internationale des fondations de microscopie
- 2007 : Gregori Aminoff Prize en crystallograpie 2007, de l'académie royale de Suède de sciences
- 2007 : Fujiwara Award, de la fondation Fujihara de la science, Japon
- 2007 : Foreign Associate, de l'académie nationale des sciences
- 2007 : Prix Balzan pour la nanoscience
- 2008 : DOW lecture, Université Northwestern
- 2008 : The 2008 Plueddemann Award (Université Case Western)
- 2008 : The First Richard E. Smalley Research Award (La Société Electrochimique)
- 2008 : The Kavli Prize Nanoscience 2008 (Fondation Kavli)
- 2008 : Prix Prince des Asturies de Recherche scientifique et technique 2008 (Fondation Princesa-de-Asturias)